# مالینوا
سگ چوپان بلژیکی (هلندی: Belgische Herder)، که به‌عنوان سگ گله بلژیکی (هلندی: Belgische Herdershond) یا Chien de Berger Belge نیز شناخته می‌شود، یک نژاد سگ گله بلژیکی با اندازه متوسط است. این نژاد در چهار نوع متمایز بر اساس نوع و رنگ پوشش پرورش داده می‌شود: گرونندال با موهای بلند و سیاه، لاکِنوا با موهای زبر و به رنگ خرمایی، مالینوا با موهای کوتاه و خرمایی، و تَروُرِن با موهای بلند و خرمایی. انجمن کنل آمریکا (American Kennel Club) این چهار نوع را به‌عنوان نژادهای جداگانه در نظر می‌گیرد.
این نژاد از یک نوع سگ چوپان مشترک که در سراسر اروپای غربی یافت می‌شد، منشأ گرفته است. این گروه شامل نژادهای مدرنی مانند بوویه دز آردن، چوپان هلندی و چوپان آلمانی می‌شود و قرن‌ها در خدمت چوپان‌های بلژیکی بوده است. در اواخر قرن نوزدهم، یک انجمن نژاد ایجاد شد و تلاش‌هایی برای استانداردسازی این نژاد انجام گرفت.
نقش تاریخی این سگ، گله‌داری بوده است. امروزه به‌عنوان سگ همراه، یا برای کارهایی مثل سگ امداد، سگ محافظ، سگ راهنما، سگ پلیس، یا جستجو و نجات استفاده می‌شود. این نژاد سابقه طولانی در همکاری با پلیس بلژیک و نیروهای نظامی دارد و در هر دو جنگ جهانی در خدمت نیروهای مسلح بلژیک و همچنین ارتش ایالات متحده بوده است. در قرن بیست‌ویکم، این سگ در بسیاری از نیروهای مسلح جهان در نقش‌های متنوعی به کار گرفته می‌شود.

## نگارخانه

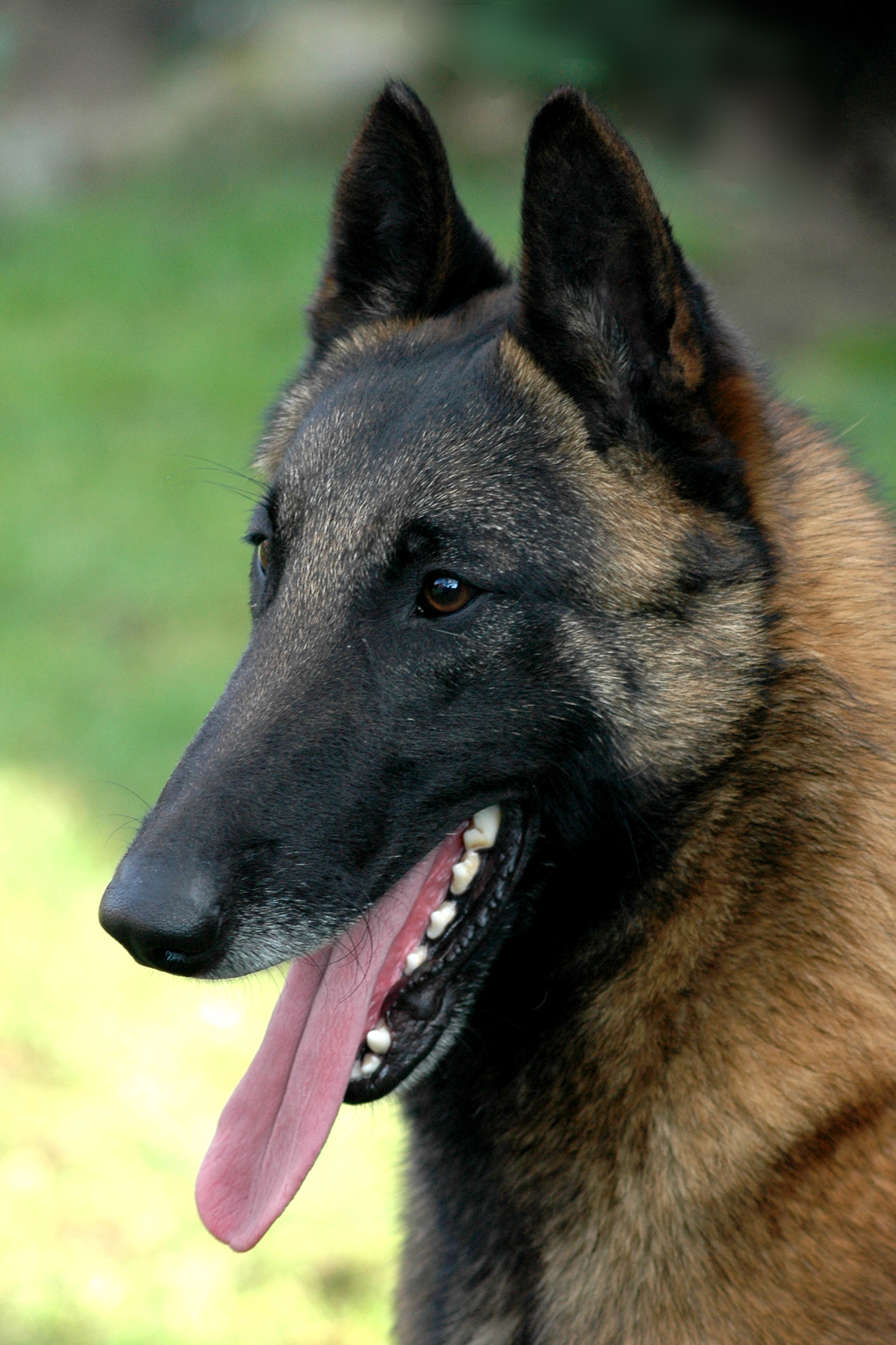
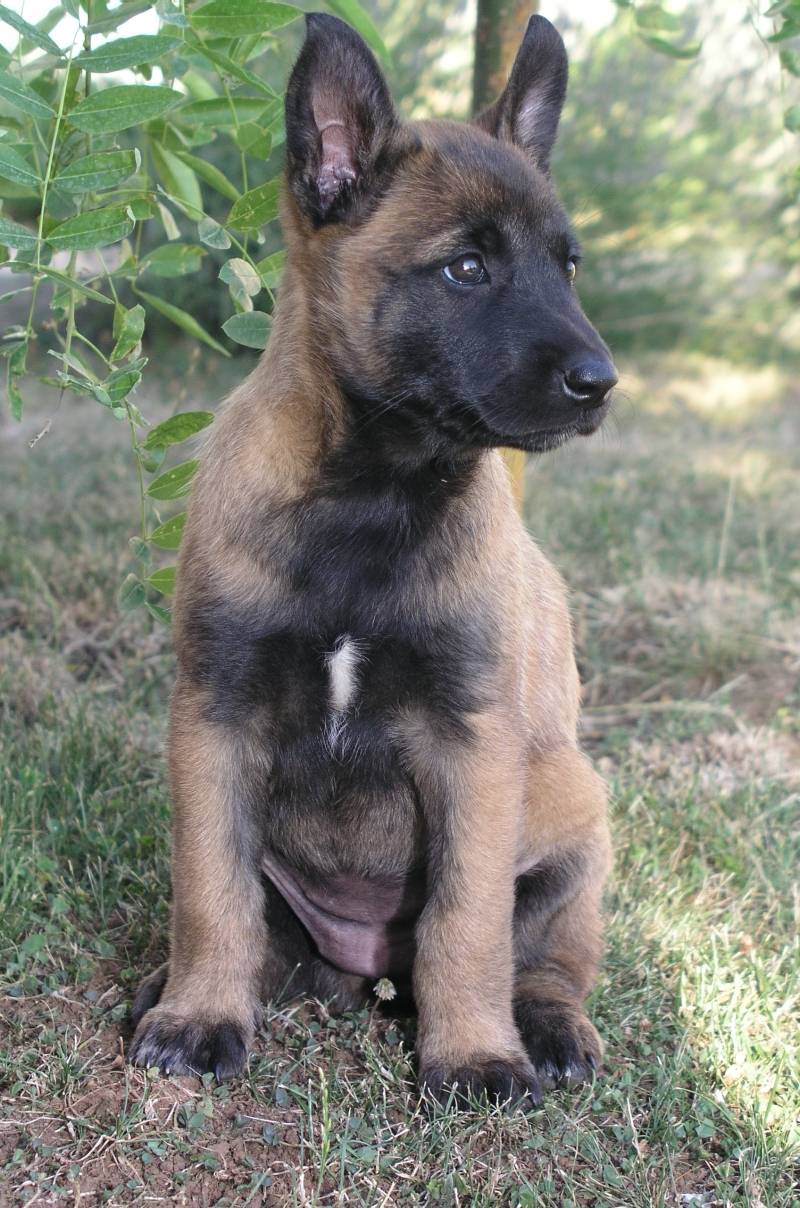
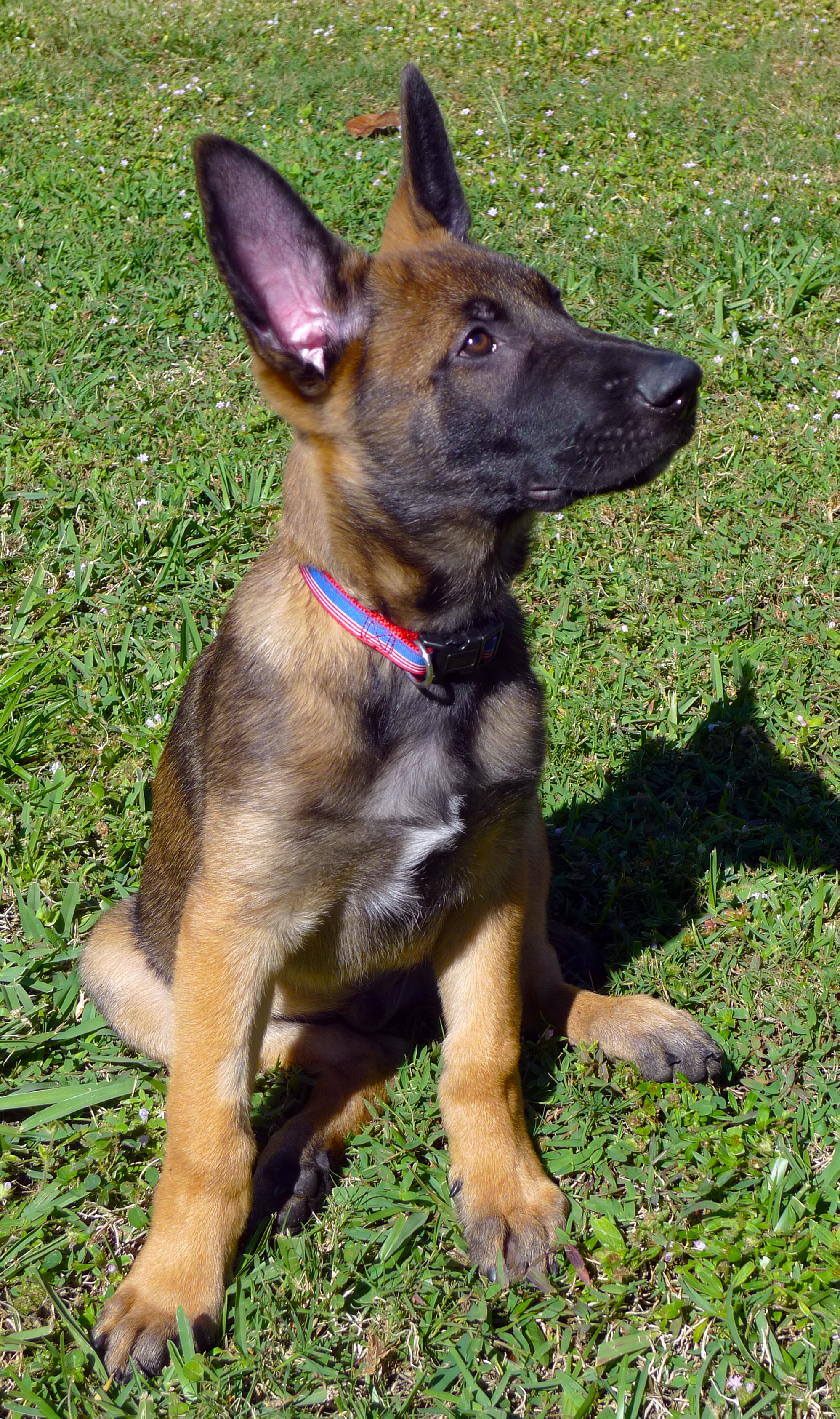